# Parafia Najświętszego Serca Jezusowego w Stanowicach
Parafia Najświętszego Serca Pana Jezusa w Stanowice – parafia rzymskokatolicka w dekanacie strzegomskim w diecezji świdnickiej. Była erygowana w 2012. Jej drugim proboszczem jest ks. Sławomir Marek.
Kościół pw. Najświętszego Serca Pana Jezusa wzniesiono na początku XX w. Fundatorem kościoła był Hanns Schleght von Owgitnsel. Inne dokumenty, które zostały odkryte podczas remontu dachu kościoła w 2005 stwierdzają, że fundatorami budowy kościoła była rodzina Winkler. 
Obok kościoła znajduje się przeniesiony z miejsca ustawienia (znaleziony podczas prac budowlanych) krzyż pokutny. Krzyż, wzniesiony w 1305, znajduje się na 21. miejscu listy OTK PTTK Polskie „Naj”.